# Jean Krier
Jean Krier (Luxemburgo,2 de enero de 1949 – 12 de enero de 2013) fue un poeta luxemburgués que, en 2011 fue premiada con el Premio Adelbert von Chamisso por su trabajo como autor no alemán y el Premio Servais por su trabajo escritor por un luxemburgués. En ambos casos, sus trabajos premiados fueron Herzens Lust Spiele (2010). En relación con el Premio Chamisso, el jurado comentó el jurado comentó cómo la obra proporcionó un enriquecimiento original e impresionante de la poesía en lengua alemana. "Sus alfombras de alemán, sutilmente intercaladas con salpicaduras de francés, se alimentan de elementos experienciales y experiencias de lectura".
Krier estudió literatura germánica e inglesa en Friburgo, y vivió y trabajó en Luxemburgo. Publicó poemas en lengua alemana en las publicaciones NDL (NeueDeutscheLyriker), Manuskripte: Zeitschrift für Literatur, Akzente: Zeitschrift für Dichtung, Das Gedicht: Zeitschrift für Lyrik, Essay und Kritik y Poet-magazin.

## Poemario
- "Herzens Lust Spiele", poetenladen, Leipzig, 2010
- "Gefundenes Fressen", Rimbaud, Aachen, 2005
- "Tableaux/Sehstücke", Gollenstein, Blieskastel, 2002
- "Bretonische Inseln", Landpresse, Weilerswist, 1995